# Tviberi
Tviberi (georgiska: ტვიბერი) är en glaciär i Georgien. Den ligger i den norra delen av landet, i regionen Megrelien-Övre Svanetien.
Tviberi var i slutet av 1800-talet och i början på 1900-talet Georgiens största glaciär, endast marginellt större än Tsaneri. År 1887 angavs den ha en yta på ca 49 km². År 1960 hade kontakten brutits med den sydöstliga delen, som då bildade den självständiga glaciären Kvitlodi. Tviberi utgjorde då en sammanhållen glaciär på knappt 25 km². År 2014 hade Tviberi splittrats i flera mindre, separata glaciärer. En av glaciärerna i väster bär fortfarande namnet Tviberi.